# Carel Willink
 (septembre 2015).
Pour les articles homonymes, voir Willink.
Albert Carel Willink (7 mars 1900 - 19 octobre 1983, à Amsterdam) est un peintre néerlandais, considéré comme le représentant le plus important du réalisme magique, un style de peinture utilisant la lumière, la couleur, la forme et la profondeur pour créer une atmosphère étrange, où des éléments perçus comme « magiques », « surnaturels » ou simplement « irrationnels » surgissent dans un environnement « réaliste ». Willink lui-même n'aimait pas le terme « réalisme magique » ; il parlait plutôt de « réalisme imaginaire » ; dans les années 1960, il a été parfois associé au courant du réalisme fantastique.
Dans ses tableaux, Willink combine perfection technique, photo-réalisme et une extrême attention aux détails, pour représenter des situations mystérieuses et parfois inquiétantes. Il a également exercé une importante activité de portraitiste, dans laquelle on retrouve la même maîtrise technique.

## Biographie

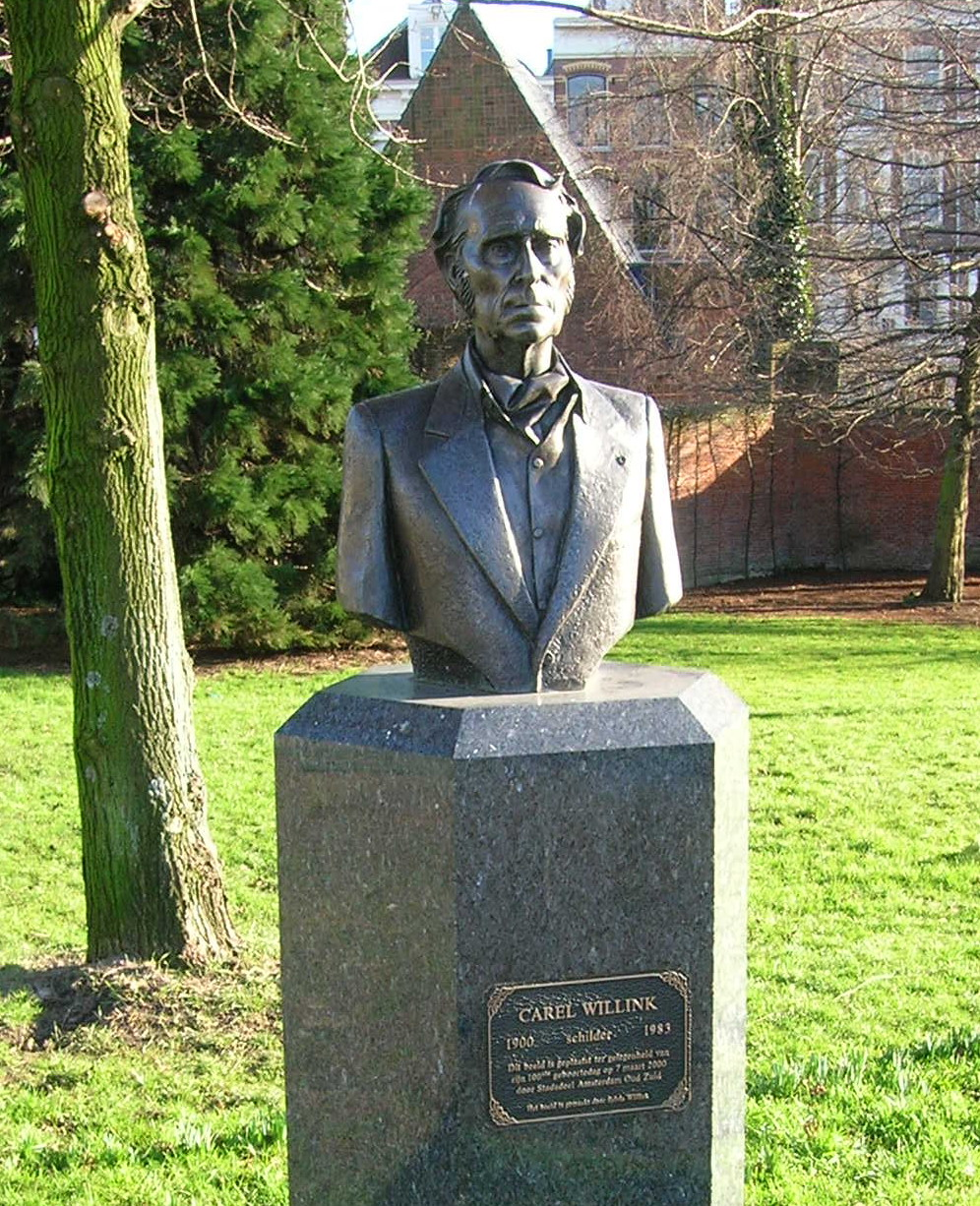
Buste de Carel Willink, dû à Sylvia Willink.

### Jeunesse
Albert Carel Willink, né à Amsterdam, est l'aîné des deux fils de Jan Willink et Altes Wilhelmina. Son père est marchand d'automobiles (profession très rare à cette époque) et, également, un peintre amateur. Il encourage son fils à peindre ; Carel fait son premier tableau à 14 ans.
Il commence des études de médecine en 1918-1919, puis des études d'ingénieur à l'université de technologie de Delft jusqu'en 1920, mais décide alors d'opter pour une vie de peintre. Carel veut aller étudier à Paris, mais son père ne peut financer qu'un voyage à Berlin. Après quelques semaines à l'université des arts de Berlin, il passe finalement trois ans à l'école internationale de peinture dirigée par Hans Baluschek.

### Vie privée
En 1927, Willink épouse Mies van der Meulen (1900-1988). Ils vivent alors un triangle amoureux avec l'écrivain Rein Blijstra, lequel habite chez eux ; Mies finira par partir avec lui en 1928. Willink se remarie en 1930 avec Wilma Jeuken (1905-1960), et reste avec elle jusqu'à sa mort (due à une hémorragie cérébrale) en 1960.

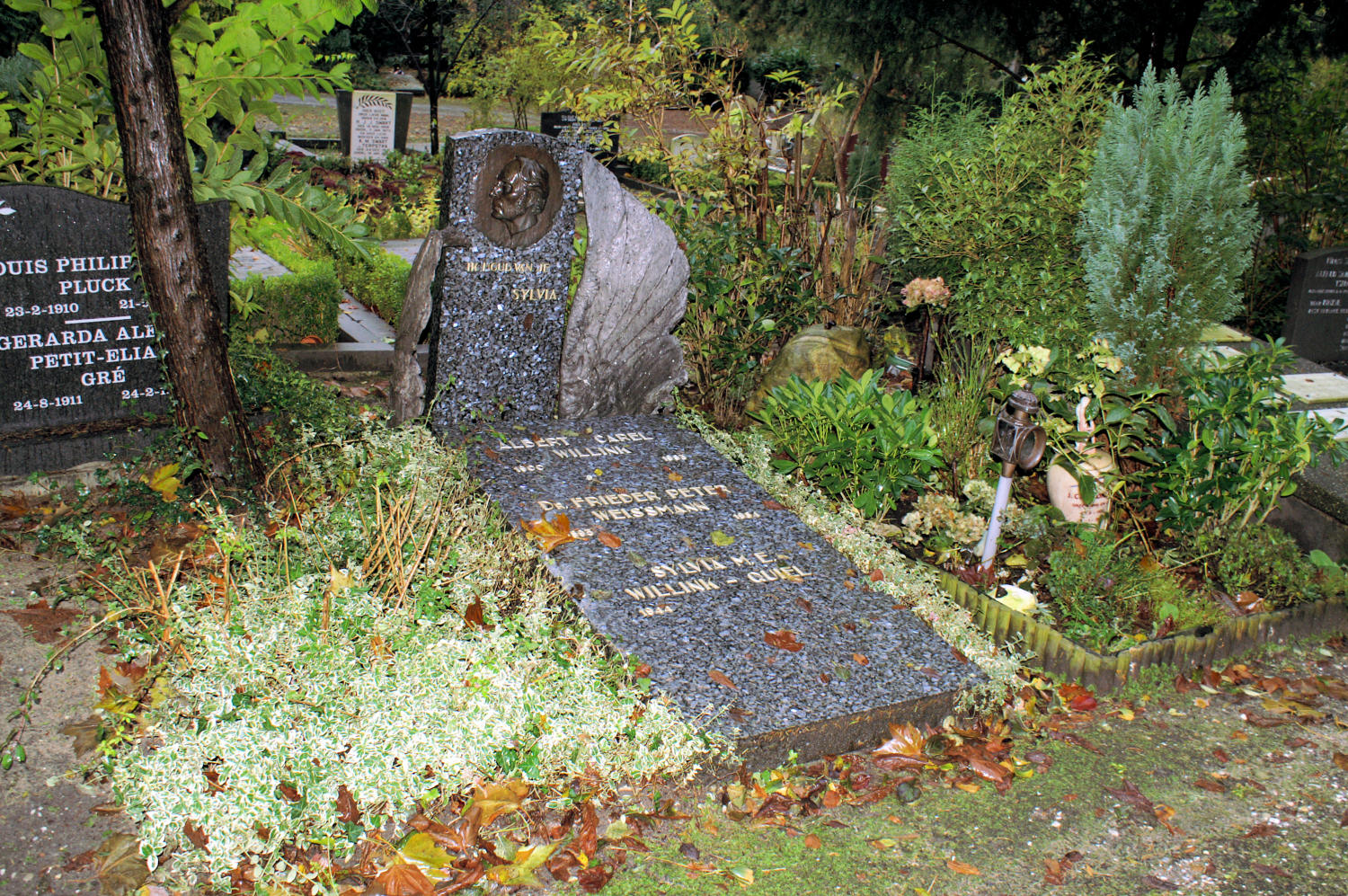
Tombe de Carel Willink au cimetière de Zorgvlied.

Il débute en 1962 une relation avec Mathilde de Doelder (nl) (âgée de 24 ans à l'époque) ; elle porte des maquillages outranciers et s'habille dans des vêtements coûteux et extravagants tels que ceux du styliste Fong Leng (nl) ; leur relation excentrique est largement rapportée dans les médias et fait beaucoup pour la popularité de Willink. Ils se marient en 1969, mais le comportement de Mathilde finit par lasser Willinck, qui entame en 1975 une relation avec l'artiste Sylvia Quiël (nl) (née en 1944) ; il l'épouse en 1977 et vivra avec elle jusqu'à sa mort.

### Décès
Willink meurt en 1983, peu après la publication de sa biographie Willinks Waarheid (La Vérité de Willink). Il est enterré au cimetière de Zorgvlied ; le monument a été conçu par sa veuve Sylvia Willink-Quiël (nl).
En 2000, pour le centième anniversaire de sa naissance, Sylvia Willinck-Quiël fait installer dans un petit parc près du Rijksmuseum, appelé à présent « Carel Willink Park », un des bustes de l’artiste qu'elle avait sculpté.

## Évolution artistique

### Art abstrait (1920-1923)
Durant ses années d'étude, Willink expérimente différents mouvements artistiques. D'abord marqué par l'expressionnisme de George Grosz et Otto Dix, il fait ensuite des collages dans le style de Kurt Schwitters. Après son diplôme, il est fortement influencé par l'œuvre de Vassily Kandinsky et le constructivisme, et réalise un certain nombre de peintures et d'aquarelles pleinement abstraites. En 1923, il expose à Berlin avec le Novembergruppe, obtenant de très bonnes critiques.

### Cubisme (1923-1926)
À son retour aux Pays-Bas, il commence à expérimenter avec le cubisme et le futurisme, et devient membre du groupe d'avant-garde De Driehoek (Le Triangle). Grâce à ce groupe, il entre en contact avec l'écrivain Edgar du Perron, qui deviendra son conseiller et son ami jusqu'à sa mort prématurée en mai 1940.
Willink développe ensuite son style propre, une sorte de cubisme avec des éléments figuratifs forts ayant entre eux un lien évident ; ce style s'apparente, du point de vue de la couleur et de la composition, à celui de Fernand Léger. Des tableaux typiques de cette période sont Drie Vrouwen, De Zilveren Bruiloft et De Klok (Trois femmes, Les Noces d'argent et L'Horloge). Ce travail permet à Willink de connaître un certain succès.

### Néoclassicisme (1926-1931)
En 1926 Willink part pour un voyage d'étude à Paris. Là, il entre en contact avec le néoclassicisme de Pablo Picasso et ses peintures prennent un caractère plus figuratif, représentant surtout des sujets classiques, mais en conservant un style un peu cubiste. Willink produit au cours de cette période certaines œuvres encore bien connues comme Duiven, Meisje met Duif et Rustende Venus (Colombes, Fille à la colombe et Le repos de Vénus).

### Réalisme magique (1931-1983)

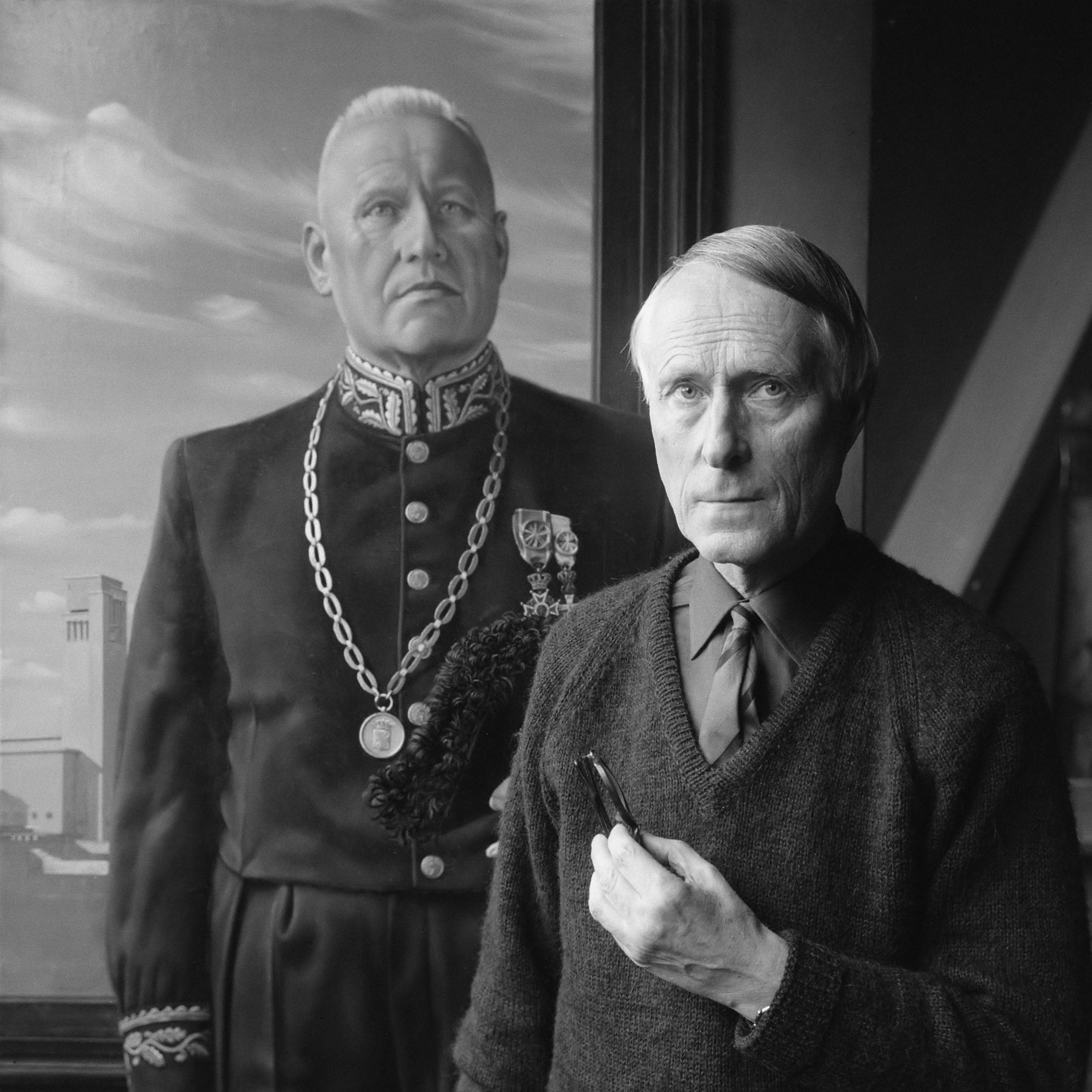
Carel Willink en 1966 devant le portrait de, maire d'Hilversum

Dans les années d'avant-guerre, et sur les conseils de son ami Du Perron, sa peinture se fait de plus en plus réaliste. Willink traverse une phase d'inquiétude envers l'avenir : la dépression, l'effondrement du marché boursier, la montée du communisme, du fascisme et du nazisme présagent des temps incertains. Il est aussi lassé de ses interminables séries d'expériences en peinture et a vu de nombreux mouvements artistiques aller et venir. Il se rend compte que la peinture est pour lui la seule façon de laisser une trace après sa mort. Pensant que les nombreux mouvements artistiques expérimentaux qu'il connait sont sensibles à la mode, il décide de revenir aux techniques traditionnelles de la peinture. C'est ainsi qu'apparait son dernier style pictural, intemporel, très réaliste, et dominé souvent par une atmosphère menaçante ou déprimante, symbolisée par un ciel d'orage.
Le voyage que fait Willink en Italie en 1931 joue un rôle important dans le développement de ce style. Il y est fasciné par les sculptures classiques et l'architecture de la Renaissance, dont on retrouve ensuite des éléments dans son travail. Il fait aussi connaissance avec l'œuvre de Giorgio De Chirico dont le penchant pour le vide, la profondeur, les étranges pièges lumineux et les ombres extrêmes inspireront également ses peintures. À son retour, il commence aussitôt à travailler sur deux tableaux, Late Bezoekers aan Pompeï et De jobstijding (Visiteurs tardifs à Pompéi et La mauvaise nouvelle), tous deux caractéristiques de son travail ultérieur.
Ce style personnel de Willink s'intègre bien dans le courant du réalisme magique, dont il devient rapidement le chef de file, ce qui fait de lui un des artistes hollandais les plus en vue des années 30. En 1935, il s'installe dans un studio-grenier de la Ruysdaelkade, au-dessus du canal Boerenwetering.
La guerre rend le commerce des tableaux difficile. Willink refuse de vendre aux Allemands (certains de ses tableaux sont exposés en Allemagne, mais « sans l'accord du peintre »). Afin de survivre, il commence à faire des portraits. Son style photo-réaliste s'y prête parfaitement, et ces portraits constituent bientôt la plus grande partie de son œuvre. Jusqu'à sa mort, Willink sera le portraitiste néerlandais le plus célèbre et le plus populaire.
Après la guerre, l'intérêt artistique pour le réalisme magique et pour le travail de Willink diminue. Cela est dû à la montée de l'expressionnisme abstrait et du mouvement Cobra, et aussi avec l'esprit de révolte de l'époque, qui trouve la peinture figurative démodée.
Willink contre-attaque en 1950 avec son livre De schilderkunst in een kritiek stadium (La Peinture dans un état critique), où il se montre dur envers la peinture expérimentale. Il reste fidèle aux techniques traditionnelles, et ses nombreux portraits de capitaines d'industrie le rendent populaire dans les milieux d'affaires, mais il est de plus en plus rejeté par l'avant-garde.
Bien que sa technique reste inchangée, Willink expérimente de nouveaux sujets. Entre 1950 et 1965, il réalise une série de peintures d'animaux exotiques intégrés dans un environnement inhabituel ; il crée un effet aliénant en intégrant par exemple une girafe ou un rhinocéros dans un groupe de sculptures classiques. Il suggère aussi la responsabilité de la science moderne dans la disparition des styles classiques en combinant une centrale électrique ou une explosion nucléaire avec des temples en ruine et des statues patinées. En 1960, Willink fait un autre voyage en Italie ; il y étudie les jardins de Bomarzo, encore à l'abandon, et qu'il contribue à faire redécouvrir. Les étranges statues monstrueuses de ces jardins, certaines conçues par Pirro Ligorio, se retrouvent à plusieurs reprises dans son œuvre, par exemple dans Mathilde parmi les monstres, ou dans Équilibre des forces.
Au début des années 1960, la revue Planète introduit en France la notion de réalisme fantastique ; elle contribue à faire connaître ainsi les tableaux de Carel Willink, bien que ce dernier ne se soit jamais réclamé de ce courant, ni d'ailleurs du surréalisme, contrairement par exemple à Paul Delvaux, dont on l'a parfois rapproché. Au demeurant, Willink n'aimait pas non plus le terme de réalisme magique, auquel il préférait celui de « réalisme imaginaire ».
Dans les années 1970, un changement frappant dans son travail a lieu: les étranges effets lumineux et les sombres nuages menaçants ont fait place à la lumière du jour, au ciel bleu et à de petits nuages blancs. Des tableaux comme Rustende dryade (Dryade se reposant) montrent à présent une attitude positive envers la vie et l'avenir. L'année 1980 voit une grande exposition des travaux de Willink au Stedelijk Museum, en l'honneur du quatre-vingtième anniversaire du peintre. La même année, il participe à l'exposition Les Réalismes, au Centre Georges-Pompidou. Willink se sait à présent reconnu comme un artiste sérieux.

## Style et techniques de peinture

### Thèmes et motifs
Entre 1917 et 1983, Willink a réalisé plus de 325 peintures et aquarelles (une peinture inachevée se trouvait encore sur son chevalet à sa mort).
On peut résumer ainsi les principales caractéristiques de son style (à partir de 1930) :
- L'attention aux détails est hyperréaliste et quasi-photographique, que ce soit pour les petits objets à l'arrière-plan, les fibres des tissus, ou les poils et les rides.
- Les situations représentées sont insolites, mais jamais physiquement impossibles. Willink représente souvent des paysages nettoyés et vidés de toute occupation humaine, comme le seraient Paris ou Amsterdam après une catastrophe telle que celle de Pompéi. Lorsqu'il y apparait des personnages, ceux-ci semblent vides d'émotion, et ne s'intégrant pas vraiment dans leur environnement.
- Des nuages menaçants, violents, sombres et de formes tourmentées remplissent une grande partie de la toile. Contrairement à de nombreux peintres qui ne les utilisent que comme toile de fond, les nuages de Willink sont aussi importants que les scènes représentées, symbolisant l'ambiance et les émotions des personnages.
- Contrastant avec ces nuages sombres, une lumière brillante tombant sur les bâtiments et les statues apporte un éclairage et des ombres étranges, comme si quelqu'un braquait un projecteur sur le paysage.
- Une autre caractéristique importante est la profondeur des paysages qui semblent s'éloigner à l'infini, profondeur obtenue par des effets de perspective et de lumière, ainsi que par le contraste avec les objets placés au premier plan.
- Dans de nombreux tableaux, Willink montre une prédilection pour l'architecture classique ; les temples grecs et les bâtiments de la Renaissance sont mêlés à l'architecture hollandaise du XIXe siècle, avec ses canaux, ses demeures et ses propriétés seigneuriales. Les sculptures occupent également une place prépondérante : dans plus d'une centaine de tableaux, des statues de dieux grecs sont montrées de face ou en contre-plongée, et six tableaux représentent des statues des jardins de Bomarzo.

Le choix des sujets est également caractéristique : ses épouses sont représentées à de nombreuses reprises (11 fois pour Wilma, par exemple), et Sylvia lui a servi de modèle pour la plupart de ses utilisations de nus féminins. On trouve également 16 tableaux dans lesquels les animaux sont les personnages principaux, tous dans un décor étrange et inhabituel pour eux. Dans 19 autres tableaux, le monde moderne, la science et la technologie sont peints en opposition ou en affrontement avec le monde antique.
Willink, en tant que portraitiste, a conservé l'essentiel des éléments de son style. Sans compter 3 autoportraits, et les portraits de ses épouses, il a exécuté 52 portraits, pour lesquels ses clients ont accepté ses choix artistiques, se faisant représenter dans ces décors rendus à moitié irréels par l'éclairage et la composition, et dans des poses figées, ne montrant aucune émotion ; le caractère des personnages est néanmoins rendu par le choix précis de détails du paysage et des vêtements. Willink a parfois passé des mois sur un seul de ces portraits ; il était généralement considéré comme le meilleur portraitiste de son temps, et aussi le plus cher : dans les années 1970, un portrait de lui pouvait atteindre 70 000 florins, un prix énorme pour l'époque. Il a peint en particulier plusieurs célébrités, comme la reine Juliana, Cola Debrot (en), Richard Roland Holst, Freddy Heineken (en), ou l'actrice Ank van der Moer, ainsi que de nombreux ministres.

### Technique picturale
La méthode de travail de Willink diffère de celle de la plupart des autres peintres réalistes. Ainsi :
- Il fait d'abord une ou plusieurs études au fusain, plus ou moins détaillées, parfois rehaussées à la craie blanche ou de couleur.
- Il marque ensuite les contours de l'étude à l'encre de Chine à l'aide d'un Rotring.
- Il utilise tout un dégradé de gris pour peindre ensuite à tempera (à la caséine, qu'il prépare lui-même) toute la base lumineuse du tableau.
- Cette base grise est recouverte de gomme-laque, vernis intermédiaire insoluble dans l'alcool, et permettant d'enlever d'éventuelles coulées de peinture (cette utilisation de la gomme-laque est très inhabituelle).
- Une couche finale assez épaisse est alors peinte à l'huile ; cela peut prendre plusieurs semaines. La couleur est donnée à l'aide de pigments en poudre qu'il mélange à l'huile. Les transitions de la lumière à l'obscurité sont faites à la brosse, la texture des statues, des maisons et des roches avec des couteaux, et les petits détails hyperréalistes sont tracés avec de minuscules pinceaux de martre.
- Il n'utilise jamais la technique du glacis, pour pouvoir retoucher ses tableaux, même au bout de plusieurs années.

Pour ses portraits, Willink combine des mesures minutieuses des mains et du visage de ses sujets avec une reconstitution artificielle des vêtements (posés sur des mannequins) et des décors (toujours peints en studio à partir de photographies). Sa technique de peinture lui permet également de retoucher le même portrait à plusieurs reprises, ou même d'ajouter ou de retrancher des personnages à une scène.

## Principales œuvres
- (1924) De zilveren bruiloft (Les Noces d'argent) (présentation en ligne)
- (1930) Zelfportret met hoed (Autoportrait au chapeau)
- (1931) Late bezoekers van Pompeï (Visiteurs tardifs à Pompéi) (présentation en ligne)
- (1932) De jobstijding (La mauvaise nouvelle) (présentation en ligne)
- (1933) De zeppelin (Le zeppelin) (présentation en ligne)
- (1934) Het gele huis (La maison jaune) (présentation en ligne)
- (1939) Simeon de Zuilenheilige (Siméon le Stylite) (présentation en ligne)
- (1939) Wilma en de kat (Wilma et le chat) (présentation en ligne)
- (1942) Babyportret (Portrait de bébé) (présentation en ligne)
- (1942) Landschap met omgevallen beeld (Paysage avec statue tombée) (présentation en ligne)
- (1945) Meisje in Renaissance kostuum (Fille en costume Renaissance) (présentation en ligne)
- (1948) Portret van A. Roland Holst (Portrait de Rik) (présentation en ligne)
- (1952) Parc de Sceaux (présentation en ligne)
- (1953) De Yaks (Les yacks) (présentation en ligne)
- (1957) De schilder en zijn vrouw (Le peintre et son épouse) (présentation en ligne)
- (1963) Evenwicht der krachten (Équilibre des forces) (présentation en ligne)
- (1965) De eeuwige schreeuw (Le cri éternel)
- (1966) Mathilde tussen de monsters (Mathilde parmi les monstres) (présentation en ligne)
- (1968) Uitdrijving van de oude geesten (Expulsion des anciens esprits)
- (1977) Rustende dryade (Dryade se reposant) (présentation en ligne)
- (1978) Rustende Venus II (Le repos de Vénus II) (présentation en ligne)

## Musées
Carel Willink est représenté dans de nombreux musées importants des pays du Benelux, en particulier au Stedelijk Museum et au Rijksmuseum à Amsterdam, au musée Boijmans Van Beuningen de Rotterdam, au Centraal Museum de Utrecht, au musée Van Abbe de Eindhoven, au musée d'art moderne (nl) de Arnhem, au musée royal des beaux-arts d'Anvers, etc.
En novembre 2004, dix-neuf carnets d'esquisses de Willink ont été donnés par sa veuve au Rijksmuseum Amsterdam.